# 김구선생 암각문
김구선생 암각문은 대한민국 경기도 의정부시 호원동에 있다. 1986년 3월 14일 의정부시의 향토문화재 제8호로 지정되었다.

## 개요
회룡사의 북쪽에는 석굴암(石屈岩)이 있는데, 이곳은 백범 김구가 상해로 망명하기 전 피신하였던 은신처이자 해방 후에는 지난 일을 회상하며 자연을 즐겼던 곳으로 알려져있다. 자연석 3개로 이루어진 석굴암 입구에는 “石窟庵 佛 戊子 仲秋 遊此金九(석굴암 불 무자 중추 유차김구)”가 새겨져 있는데, 석굴암에 들른 김구 선생의 친필을 받아 당시의 언론인 남상도 등이 조각한 것으로 전해진다.